# Engîn Sîncer (Erdal)
 (juin 2010).
Si vous disposez d'ouvrages ou d'articles de référence ou si vous connaissez des sites web de qualité traitant du thème abordé ici, merci de compléter l'article en donnant les références utiles à sa vérifiabilité et en les liant à la section « Notes et références ».
Engîn Sîncer (Erdal), né le 2 mars 1969 à Seyrantepe, village rattaché à la ville de Pazarcık et mort le 18 août 2003) est un homme politique kurde.

## Biographie
En 1978, sa famille émigre en Europe.
En 1989, il devient cadre du Parti des travailleurs du Kurdistan. En 1992, il est envoyé à l’académie militaire Mahsum Korkmaz au Liban. Après une formation militaire, avec une spécialisation dans le domaine de l’organisation et de la direction, il est affecté à un bataillon des forces de l'ARGK (Armée de libération du peuple du Kurdistan) de la province du Botan (régions de Cizre et de Hakkari).
Lors du 6e congrès du PKK, il est élu membre du Comité central. Lors du 7e congrès, il est chargé des relations internationales et de la diplomatie, et est envoyé en Europe. Il devient membre du comité directeur du Congrès national du Kurdistan (KNK). 
À la suite du 4e congrès de l’Union démocratique du peuple du Kurdistan (YDGK), il retourne au Kurdistan.
Il décède le 18 août 2003, à la suite d'un accident lors d’un entraînement.